# Flugplatz Grímsstaðir

i8
i11
i13
Der Flugplatz Grímsstaðir (ICAO-Code: BIGS) liegt im Nordosten von Island in der Gemeinde Norðurþing.
Die Siedlung Grímsstaðir liegt etwa 36 km östlich von Reykjahlíð am Myvatn am Hólsfallavegur .
Der Flugplatz liegt rund 2 km westlich der Siedlung und östlich der Ringstraße  und der Jökulsá á Fjöllum auf einer Höhe vom 390 m.
Eine erste Start- und Landebahn wurde im Jahr 1948 in Nordost-Südwest-Richtung mit 642 × 60 m angelegt.
Sie war einfach mit weiß gestrichenen Steinen markiert und als Notlandebahn für Linienflüge gedacht.
Später wurde sie als Flugplatz für Kranken- und Rettungsflüge gelistet.
Jetzt (Stand 2017) ist der Flugplatz mit der Schotter-Landebahn 01/19 (Nord-Süd-Richtung) mit 635 × 35 m bei der isländischen Luftfahrtbehörde Isavia aufgeführt.